# Paramysis lacustris
Paramysis lacustris är en kräftdjursart som först beskrevs av Voldemar Czerniavsky 1882.  Paramysis lacustris ingår i släktet Paramysis och familjen Mysidae. Arten har ej påträffats i Sverige. Inga underarter finns listade i Catalogue of Life.